# Emma Ott

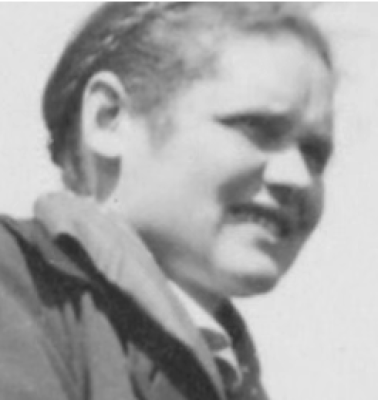
Emma Ott

Emma Ott (* 20. November 1907 in Winterthur; † 15. Mai 2011 in Bern) war eine Schweizer Krankenschwester.

## Leben
Emma Ott arbeitete nach dem Sekundarschulbesuch in Winterthur von 1921 bis 1927 als Haushaltshilfe in Winterthur, Schönenwerd und Luzern. Im Jahr 1928 leistete sie einen mehrwöchigen Einsatz für den Internationalen Zivildienst (SCI) im Fürstentum Liechtenstein.
Nach ihrer Ausbildung zur Krankenschwester (1932–1936) in der Pflegerinnenschule Engeried in Bern war sie bis 1939 als Krankenschwester bei Albert Schweitzer im Spital von Lambaréné tätig, wo sie Rösli Näf kennenlernte. Nach ihrer Rückkehr arbeitete sie im Tiefenauspital in Bern und leistete Aktivdienst als Sanitätsschwester des Frauenhilfsdienstes (FHD).

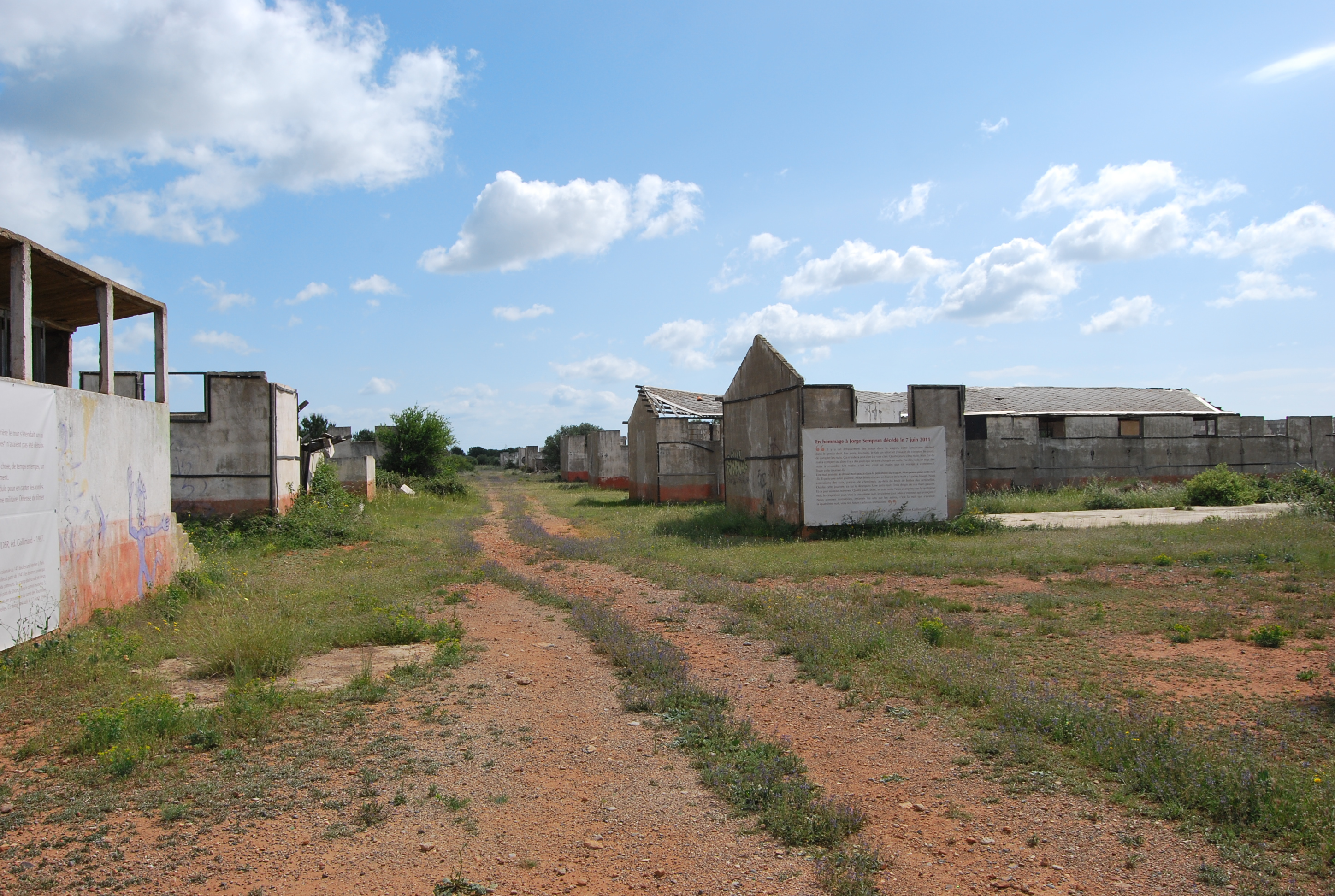
Camp de Rivesaltes (2013)

Ab Mai 1942 war sie für die Kinderhilfe des Schweizerischen Roten Kreuzes in den südfranzösischen Internierungslagern Camp de Gurs und Camp de Rivesaltes, wo auch Friedel Bohny-Reiter und Elsa Lüthi-Ruth als Krankenschwestern sowie Vivette Hermann (später Samuel) als Sozialarbeiterin tätig waren. Sie verfasste im August 1942 den ersten Bericht über die Deportationen vom Lager Gurs, als sie dort Elsbeth Kasser vertrat.
Im Oktober 1943 übernahm Emma Ott die Leitung der Kinderkolonie Château de la Hille in Montégut-Plantaurel (Département Ariège) von Rösli Näf, die im Mai 1943 in die Schweiz zurückkehren musste. Wie ihre Mitarbeiterin Anne-Marie Im Hof-Piguet half sie bei der Flucht jüdischer Jugendlicher. Sie wurde jedoch nicht geehrt, weil sie stets im Hintergrund geblieben war.
Im März 1945 wurde sie von der Zentrale der Kinderhilfe in Toulouse gebeten, die Leitung der Maternité Suisse in Montagnac (Département Aveyron) von einer Mitarbeiterin der im Oktober 1944 in die Schweiz zurückgekehrten Elisabeth Eidenbenz zu übernehmen. Dort hatten die Mütter und Kinder nach der Schliessung der Maternité suisse d’Elne eine neue Zuflucht gefunden. Nach nochmaligem Umzug von Montagnac nach Pau leitete sie das Kleinkinderheim (die Geburten fanden nun im Spital statt) von Januar bis Mai 1946, nun für die Schweizer Spende und kehrte dann in die Schweiz zurück. Aus den ursprünglich sechs Monaten Urlaub im Spital Tiefenau waren es vier Jahre geworden.
Nach ihrer Rückkehr in die Schweiz arbeitete sie bis zu ihrer Pensionierung im Jahr 1972 wieder im Berner Tiefenauspital, wo sie Oberschwester wurde. Bis ins 98. Lebensjahr wohnte sie in Bern allein, ging auf den Markt in die Stadt, machte regelmässig Besuche und korrespondierte mit Menschen aus aller Welt. Ihre letzte Ruhestätte fand sie auf dem Friedhof Rosenberg in Winterthur.
Der Nachlass befindet sich im Archiv für Zeitgeschichte in Zürich.

## Filme
- Anne-Marie Im Hof-Piguet: Juste parmis les nations. Schweiz 2009, 50 Min.[2]
- La filière. Schweiz 1987, 37 Min., Regie Jacqueline Veuve.